# عشق کوانتومی
عشق کوانتومی (فرانسوی: Une rencontre‎) فیلمی فرانسوی در سبک رُمانتیک و درام است که در سال ۲۰۱۴ منتشر شد. از بازیگران آن می‌توان به الکساندر آستیر، فرانسوا کلوزه و سوفی مارسو اشاره کرد.